# Калаха
Калаха е настолна игра от семейството на манкала-игрите, за първи път описана от Уилям Чемпиън-младши в началото 20 век. В САЩ с термина „манкала“ обикновено се нарича точно тази игра, въпреки че съществуват много разновидности на манкала.
Вариантът на играта с 3 „зърна“ силно облагодетелствува първия играч и при придържане към печеливша стратегия, той винаги печели.
Въпреки че е най-популярният вариант на манкала, с името калаха понякога се нарича и популярната игра Oware.

## Описание
Калаха се играе от 2 играчи на специална дъска и 36 „зърна“ (традиционно, играта се играе с бобени зърна). Дъската има по 6 гнезда пред всеки играч и едно голямо гнездо във всеки край (наречено „калаха“) за съхранение. Много от игрите се продават с 48 „зърна“. В този случай играта се започва с по 4 „зърна“ във всяко гнездо.
| Store (0) | 3 | 3 | 3 | 3 | 3 | 3 | Store (0) |
| Store (0) | 3 | 3 | 3 | 3 | 3 | 3 | Store (0) |

## Цел
Целта на играта е да съберете повече зърна от противника ви.
Пример
| Store (0) |   | 2 | 1 | 2 | 3  | 5 | Store (0) |
| Store (0) | 4 | 3 |   | 1 | 2h | 2 | Store (0) |

Играчът започва от оцветеното „гнездо“.
| Store (0) |    | 2 | 1 | 2 | 3 | 5 | Store (1) |
| Store (0) | 4h | 3 |   | 1 |   | 3 | Store (1) |

Последното „зърно“ попада в „калаха“ и играчът печели допълнителен ход.
| Store (0) |  | 2 | 1 | 2 | 3h | 5 | Store (1) |
| Store (0) |  | 4 | 1 | 2 | 1h | 3 | Store (1) |

Последното „зърно“ попада в празно „гнездо“ на играещия, а в съответстващото „гнездо“ на противника има 3 „зърна“.
| Store (0) |  | 2 | 1 | 2 |  | 5 | Store (5) |
| Store (0) |  | 4 | 1 | 2 |  | 3 | Store (5) |

Играчът прибира 4-те „зърна“ в своята „калаха“ и завършва хода си.

## Правила
1. Играта започва като се подредят 3 (или 4) „зърна“ във всяко „гнездо“. Обикновено, победителят от предишната игра играе първи.
2. Всеки играч играе със „зърната“ от 6-те „гнезда“, разположени от неговата страна на дъската. Резултатът му се определя от броя зърна в неговата „калаха“, намираща се в дясната му страна на дъската.
3. Играчът прави ход, като премества „зърна“ в посока, обратна на часовниковата стрелка. На всеки ход, играчът взима всички „зърна“ от произволно негово „гнездо“ и поставя по едно „зърно“ във всяко следващо „гнездо“, включително в собствената си „калаха“ и в „гнездата“ на противника.
4. Ако последното „зърно“ се постави в „калахата“ на играещия, то той има право на допълнителен ход. Няма ограничение за броя ходове на един играч.
5. Ако последното „зърно“ се постави в празно „гнездо“ на играещия и срещуположното „гнездо“ съдържа „зърна“, то последното „зърно“ и тези от срещуположното „гнездо“ се преместват в „калахата“ на играча.
6. Играта завършва, когато всичките 6 „гнезда“ на един от играчите са празни. Другият играч премества всички „зърна“ от „гнезда“ си в своята „калаха“.
7. Печели играчът с по-голям брой „зърна“ в своята „калаха“. Възможно е играта да завърши с равен резултат.

## Варианти
- По-предизвикателни са вариантите, започващи с четири, пет или шест „зърна“ във всяко „гнездо“. Въпреки това е открита печеливша стратегия за вариантите с 4 и 5 „зърна“, при която първия играч винаги печели, ако се придържа към печелившата стратегия. За вариант с шест „зърна“ все още не е открита печеливша стратегия, но изглежда съществува аналогично решение.
- Друга промяна е в правилото за пленяване на „зърната“ от срещуположното противниково гнездо – в този случай, прибирате във вашата „калаха“ само последното си „зърно“.
- Възможно правило е да не се броят последните останали „зърна“ на загубилия играч в края на играта.